# Pycnorhachis maingayi
Pycnorhachis maingayi är en oleanderväxtart som beskrevs av Joseph Dalton Hooker. Pycnorhachis maingayi ingår i släktet Pycnorhachis och familjen oleanderväxter. Inga underarter finns listade i Catalogue of Life.